# Шаумян (эсминец)
«Левка́с», с января 1919 года «Ива́н Сирко́», с 5 февраля 1925 года «Шаумя́н» — эскадренный миноносец типа «Фидониси», принадлежавший к числу эскадренных миноносцев типа «Новик».

## История службы
Зачислен в списке судов Черноморского флота 2 июля 1915 года, назван в честь греческого острова Лефкас. Заложен на стапеле завода «Наваль» в Николаеве 23 мая 1916 года, спущен на воду 10 октября 1917 года. 17 марта 1918 года в недостроенном состоянии был захвачен германскими войсками. Позднее корпус недостроенного корабля поочерёдно захватывался войсками УНР, Красной Армией и ВСЮР.
В 1923—1925 годах корабль был достроен в Николаеве на заводе им. А. Марти; 12 декабря 1925 года вступил в состав Морских сил Чёрного моря (МСЧМ). В мае-июне 1928 года «Шаумян» совершил визит в Константинополь. В октябре 1930 года эсминец нанёс повторный визит в Стамбул, а также посетил средиземноморские порты Пирей и Мессину. С 5 октября 1928 по 16 июля 1930 года и в 1935 году корабль проходил капитальные ремонты.

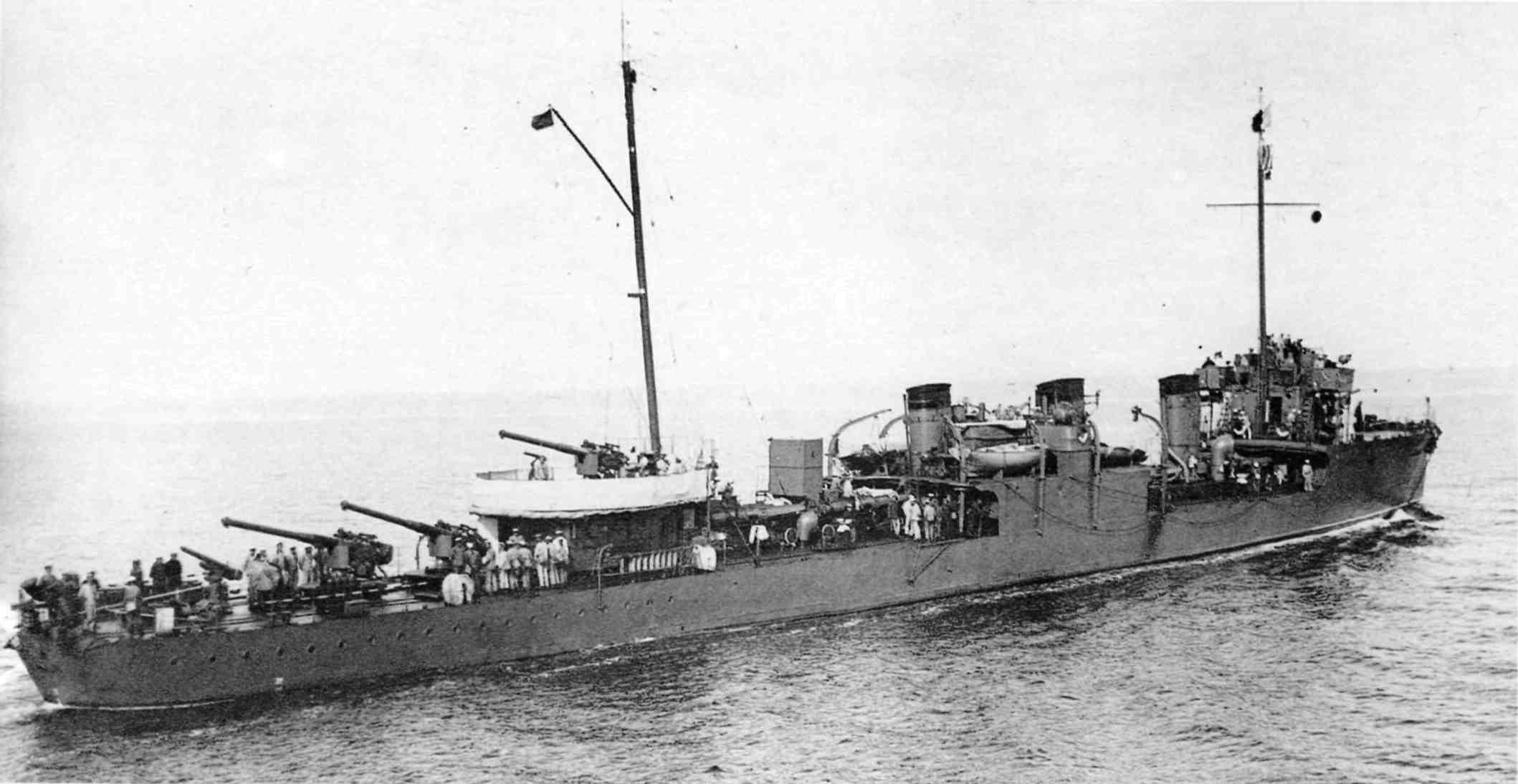
Из книги П. В. Лихачева Эскадренные миноносцы типа «Новик» в ВМФ СССР 1920—1955 гг.

На черноморской серии «Новиков» до войны испытывались новые образцы вооружения. На «Шаумяне» в май-июнь 1936 года испытывалась универсальная палубная 76,2-мм артустановка 34-К, а в августе 1939 года 76,2-мм башенная универсальная установка 39-К.
К началу Великой Отечественной войны «Шаумян» входил в состав 1-го дивизиона эсминцев. В период боевых действий участвовал в минных постановках, эскортировании транспортов и обороне Одессы. С начала ноября 1941 года принимал участие в обороне Севастополя. 28-29 декабря 1941 года эсминец участвовал в высадке десанта в порту Феодосии в Керченско-Феодосийской операции, где его экипаж проявил исключительную доблесть — «Шаумян» первым под шквальным артиллерийско-миномётным огнём вошёл в акваторию порта и, ведя непрерывный огонь по немецким огневым точкам на берегу, высадил на причалы весь имевшийся на борту десант (330 бойцов при 2 орудиях и 2 миномётах). В этом бою прямым попаданием снаряда на эсминце была сбита грот-мачта, в экипаже 2 моряка погибли и 6 получили ранения.
15-16 января и 24-25 января 1942 года эсминец участвовал в высадке Судакского десанта; 28-29 февраля — в демонстрации высадки десанта в Алуште.
3 апреля 1942 года «Шаумян» в сильный снегопад осуществлял переход из Новороссийска в Поти. Из-за грубых нарушений правил штурманской службы корабль выскочил на мель неподалёку от Геленджика в районе мыса Тонкий (бухта Рыбачья) в точке 44°33′09″ с. ш. 37°59′01″ в. д.. В процессе аварии корабль пробил днище и лёг на грунт. Снять корабль с камней не удалось, впоследствии корабль был полностью разрушен штормами и немецкой авиацией. 102-мм орудия, снятые с корабля, были использованы для формирования береговой батареи № 464 (Новороссийской ВМБ). 3 июня 1942 года «Шаумян» был исключён из состава ВМФ СССР.
После окончания Великой Отечественной войны остатки корабля были почти полностью подняты и разобраны на металл.

## Командиры корабля
- Евдокимов П. А. (1932 год);
- Юмашев И. С. (ноябрь 1927 года — 1931 год);
- Заяц А. И. (1933 год — ?);
- Жуков Е. Н. (1937 год);
- Ерошенко В. Н. (1938 год);
- Негода Г. П. (1939-1940);
- капитан 3 ранга Валюх К. П. (22 июня — 17 ноября 1941 года);
- старший лейтенант, капитан-лейтенант Фёдоров С. И. (17 ноября 1941 года — 3 апреля 1942 года[3]).